# Eois internexa
Eois internexa là một loài bướm đêm trong họ Geometridae.